# Славов Мирослав Дмитрович
Мирослав Славов (8 вересня 1990, Київ) — український футболіст, атакувальний нападник клубу «Хемніцер».

## Життєпис
Мирослав Славов народився в Києві, але у 4 роки разом з батьками емігрував до Австрії, де грав у молодіжних складах різних австрійських клубів. Свій перший професійний контракт уклав з французьким «Бордо», але так і не дебютував у Лізі 1 за цю команду.
27 серпня 2010 року підписав контракт з «Анжі» (Махачкала). 1 березня 2011 дебютував в «Анжі», вийшовши в основному складі в матчі Кубка Росії проти «Зеніта», а 12 березня 2011 року дебютував у російській Прем'єр-лізі, вийшовши в основі у матчі першого туру проти «Краснодара». Проте цей матч став єдиним для футболіста в чемпіонаті країни.
В липні 2011 року Мирослав на правах річної оренди перейшов в донецький «Металург», але постійної ігрової практики і тут не отримав, виходячи лише на заміни в кінці зустрічі.
Після завершення оренди, влітку 2012 року підписав контракт з австрійським клубом «Фірст Вієнна», у якому провів значну чостину молодіжних виступів

## Досягнення
- Фіналіст Кубок України (1): 2011/12

## Особисте життя
У Мирослава є старший брат Вадим, який також є професійним футболістом і виступає за український клуб «Арсенал» (Біла Церква).